# Пути неисповедимы
«Пути неисповедимы» (стилизовано как «ПУТИ НЕИСПОВЕДИМЫ») — третий студийный альбом российского рэпера Face, выпущенный 2 сентября 2018 года.

## История
17 января 2018 года рэпер анонсировал выход альбома Public Enemy, состоящего из 17 треков, запланировав релиз на 25 февраля. Одновременно с этим было объявлено о весеннем концертном туре по 20 городам и двух крупных осенних концертах в Москве и Санкт-Петербурге. Релиз первого и единственного сингла с альбома был назначен на 11 февраля. Вместе с тем, тизер и сам клип на песню «Я роняю запад» были запланированы на 21 и 28 января соответственно. Анонс нового материала сопровождался масштабным заявлением, в котором Face позиционировал себя как представителя панк-рок-сцены, возрождающего её через рэп. Он также выступил против негативных явлений в молодежной культуре, призывая к самовыражению, борьбе со стереотипами и отказу от слепого следования моде. В политической части заявления Face резко раскритиковал политику, призывая молодежь игнорировать СМИ, не смотреть телевизор, отстаивать свои идеалы, противостоять давлению и формировать собственное мнение. В нём же он подчеркнул важность самостоятельного мышления и отказа от слепого подчинения, назвав себя лицом российской молодежи. 2017 год Дрёмин охарактеризовал как боксёрский поединок против музыкальной индустрии, которой правят деньги, соцсети и «прочий мусор, которым забивают головы».
30 января Face опубликовал заявление, в котором объявил об отказе от своего прежнего имиджа и музыкального стиля, ассоциирующегося с «Faceguccigang» и слоганом «эщкере». Он заявил о переходе на новый этап творчества и ответственности, подчеркнув важность своего влияния на молодёжь. В опубликованных инстаграмм-сторисах Дрёмин выразил желание использовать своё положение для позитивного влияния на будущее страны, призывая к самосовершенствованию, совместному построению лучшего будущего и отказу от негативных явлений, таких как наркотики (включая алкоголь и никотин), депрессия, суицидальные мысли и криминал. Свой старый стиль, названный им же «клоунадой», артист передал собственным «рэп-детям», которые, по его словам, построили карьеру на фундаменте, заложенном им и Pharaoh.
8 февраля Face написал, что по причине собственной болезни даты по клипу, синглу и альбому, представленные ранее, теперь недействительны. «Будет для меня уроком, что жизнь — это не та вещь, где стоит что-то планировать», — подчеркнул Дрёмин.
13 февраля исполнитель опубликовал серию политических твитов с осуждением политической обстановки в России, призывом бойкотировать предстоящие президентские выборы и уезжать из страны, выразив беспокойство касаемо происходящего в государстве. «Знаешь, я тоже люблю эту страну, но нельзя же гордиться всю жизнь тем, что мы две войны выиграли когда-то, да и вообще тем, что было когда-то. Надо уже чем-то новым гордиться, а нечем. Россия — это не великая держава, а страна третьего мира», — написал Face. Вместе с тем он заявил о несостоятельности российских оппозиционеров предложить что-то альтернативное, приведя в соответствующий пример Алексея Навального. В ответ на это политик предложил ему ознакомиться со своей программой.
27 февраля в интервью английскому журналу Dazed, комментируя вышедшую двумя днями ранее экранизацию песни «Я роняю запад», Face заявил, что главной идеей клипа является утрирование и высмеивание русского псевдопатриотизма. «Мы хвастаемся вымышленными победами над США, старыми военными подвигами, но сегодня нам нечем гордиться. Люди застряли в прошлом», — сказал исполнитель.
18 марта Face опубликовал фотографию с собственноручно испорченной бюллетенью. Под фамилией Владимира Путина артист приписал: «Дрёмин Иван. 1997 года рождения, рэпер. За Россию без будущего!».
18 мая на ютуб-канале Dazed вышел видеоролик, где Дрёмин появляется с заклеенным ртом, и в течение минуты зачитывает отрывок из произведения «1984» от Джорджа Оруэлла.
14 августа Дрёмин в своих социальных сетях призвал всех обратить внимание на предстоящий «Марш матерей», организаторы которого требовали освободить из тюрьмы молодых людей, обвиняемых по делу «Нового величия». Мероприятие было запланировано на следующий день.
1 сентября по истечении 24-часового таймера на сайте Дрёмина появилось пятиминутное видео, где он бреется налысо. В его конце Face появляется в Балаклаве и с автоматом в руках. Анонсирование выхода ролика сопровождалось ссылкой на стих из 5-й главы Второго послания к Коринфянам святого апостола Павла: «Итак, кто во Христе, тот новая тварь; древнее прошло, теперь всё новое».
2 сентября состоялся выход третьего студийного альбома рэпера Face — остросоциального альбома «Пути неисповедимы». В пластинку вошло 8 сольных треков, посвящённых коррупции, религии, русскому менталитету, узурпации со стороны российских властей и несправедливости судебной системы.
6 сентября вышло интервью Дрёмина, приуроченное к выходу альбома, на BBC. В нём он объяснил появление своей политизированной пластинки, рассказал о своих взаимоотношениях с властью, религией и о своём детстве, назвав себя идеальным «человеком-россией».
3 октября стало известно об отмене концертного тура в поддержку альбома. Face опубликовал в социальной сети ВКонтакте соответствующие сообщения, при этом не указав конкретной причины. По информации с сайта Варламов.ру, осенние концерты по России пришлось отменить из-за того, что организаторам не удалось продать достаточное количество билетов.

## Описание
Альбом содержит 8 треков, посвящённых проблемам современной России, критике российского правительства и его политики и изобилует ненормативной лексикой. В альбоме поднимаются темы коррупции, беззакония, несправедливости судебной системы и злоупотребления властью. В треке «Наш менталитет» Face объявляет себя врагом государства. Фраза «Мы живём, под собою не чуя страны» является первой строкой одноимённого стихотворения Осипа Мандельштама и завершает первый же трек («Ворованный воздух») с альбома.

## Реакция
Сразу после выхода альбом был назван «одним из самых громких музыкальных событий последних месяцев». Различными интернет-изданиями было отмечено, что Face радикально изменил тематику своих треков: с «демонстрации собственного превосходства» на политический оппозиционный хип-хоп.

## Список треков
| №                   | Название            | Автор(ы)            | Продюсер            | Длительность |
| ------------------- | ------------------- | ------------------- | ------------------- | ------------ |
| 1.                  | «Ворованный воздух» | Face Богдан Дрёмин  | Young Devante       | 1:44         |
| 2.                  | «Заточка»           | Face                | CamBeats            | 3:15         |
| 3.                  | «Из окна»           | Face                | Penacho             | 3:21         |
| 4.                  | «Салам»             | Face                | Nick Papz           | 3:38         |
| 5.                  | «Никакой любви»     | Face                | Young Taylor        | 3:02         |
| 6.                  | «Наш менталитет»    | Face                | Platzus             | 2:51         |
| 7.                  | «Четвёртый всадник» | Face                | DeyjanBeats         | 2:37         |
| 8.                  | «Молитва»           | Face                | Young Devante       | 2:37         |
| Общая длительность: | Общая длительность: | Общая длительность: | Общая длительность: | 23:09        |

## Чарты
| Чарты (2018)         | Высшая позиция |
| -------------------- | -------------- |
| Россия (iTunes)      | 3              |
| Россия (Apple music) | 4              |

| Чарты (2018) | Песня             | Максимальная позиция |
| ------------ | ----------------- | -------------------- |
| ВКонтакте    | Салам             | 7                    |
| ВКонтакте    | Из окна           | 21                   |
| ВКонтакте    | Заточка           | 22                   |
| ВКонтакте    | Ворованный воздух | 30                   |

В 2022 году альбом «Пути неисповедимы» спустя 3,5 года от выхода, после выхода второго интервью Юрия Дудя с рэпером Face, поднялся в чарты Apple music.
| Чарты (2022)            | Высшая позиция |
| ----------------------- | -------------- |
| Россия (Apple Music)    | 2              |
| Украина (Apple Music)   | 3              |
| Армения (Apple Music)   | 19             |
| Латвия (Apple Music)    | 23             |
| Казахстан (Apple Music) | 28             |
| Литва (Apple Music)     | 33             |
| Молдавия (Apple Music)  | 37             |
| Кипр (Apple Music)      | 106            |
| Эстония (Apple Music)   | 162            |